# La Gazette de l'Île-de-France

La Gazette de l'Île-de-France était un hebdomadaire francilien local créé en 1948 par Yann Poilvet à Étampes, à l'époque dans le département de Seine-et-Oise. Il a été absorbé au début des années 1970 par Le Républicain de l'Essonne.

## La Gazette de l'Île-de-France
Elle cultivait l'esprit de la Résistance, ayant pour éditorialistes des personnalités aussi différentes que Yann Poilvet (gaulliste de gauche, "démocrate-chrétien") que Joseph Barsalou (radical-socialiste, "laïcard").
La Gazette de l'Île-de-France couvrait les régions d'Étampes, d'Arpajon et de Dourdan, ainsi qu'une partie de celle de Corbeil : elle avait de ce fait pour concurrents La Marseillaise de Seine-et-Oise (communiste, Louis Namy) pour son édition d'Arpajon, Les Nouvelles de Rambouillet (centre-droit, Jacqueline Thome-Patenôtre) pour son édition de Dourdan et Le Républicain pour son édition de Corbeil.
De publication hebdomadaire, elle avait pour titre secondaire Le Journal de Seine-et-Oise, dans la partie Ouest du département.
Elle a formé jusqu'en 1959 plusieurs générations de journalistes permanents comme Mme Quittençon et Luc Méloua (secrétaires de rédaction) ou de journalistes pigistes comme Albert Le Guennec (Sports), Marcel Prevost (Étampes), Georges Deprat (Arpajon) et Miriam Barnovi (pseudonyme de Mirian Méloua).
Elle milite dès l'origine du projet pour la création du département de l'Essonne, soutenant directement les positions du maire d'Évry-Petit-Bourg, Michel Boscher, gaulliste, maire d'un village de campagne, qui plaide pour une ville nouvelle et un nouveau département, et indirectement les positions de Louis Namy, communiste, élu d'Arpajon, qui plaide pour la représentation locale au Sénat, s'opposant aux positions du Préfet de Seine-et-Oise, Paul Demange. Le nouveau département sera créé en 1968, avec pour préfecture Évry : Michel Boscher sera député-maire de cette ville jusqu'en 1977.
Après 1959, le journal passe sous contrôle d'un milliardaire habitant Chamarande, Augusto Mione.
Elle était produite dans une imprimerie de labeur à Étampes, rue de la Juiverie, à deux pas de sa rédaction, ateliers linotype et typographique à l'ancienne.

## Le Journal de Seine-et-Oise
Le Journal de Seine-et-Oise, est le titre secondaire de La Gazette de l'Île-de-France pour la partie Ouest de l'ancien département de Seine-et-Oise.
Ce titre apparait de 1948 à 1951 dans les archives existantes, mais il perdura ensuite comme l’indiquent les photographies d’exemplaires de la référence.

## La Gazette de Seine-et-Oise
Il convient de ne pas confondre La Gazette de l'Île-de-France avec La Gazette de Seine-et-Oise.
La Gazette de Seine-et-Oise succéda en 1910 à la Gazette d'Arpajon fondée en 1902. Elle a été produite de 1925 à 1944 dans une imprimerie de labeur à Arpajon (Seine-et-Oise), rue Pasteur.
Son directeur, Albert Lejeune, a épousé en 1910 la fille du directeur de La Gazette d'Arpajon. Il dirigea et administra d'autres périodiques, à Paris et en province, à partir des années 1930.
Le dernier numéro est diffusé le 4 août 1944. Lejeune est arrêté en septembre 1944 à Nice, jugé et condamné à mort à Marseille en octobre, pour collaboration avec l'ennemi dans le cadre d'une affaire concernant Le Petit Marseillais.

## L'Avenir de l'Ile-de-France Sud
L'Avenir de l'Ile-de-France Sud est un avatar de La Gazette de l'Île-de-France, avec laquelle il a été un temps en concurrence pour une question d'actionnariat : il était produit dans une imprimerie moderne de Pontoise : finalement, les équipes rédactionnelles se réuniront.

## Le Républicain de l'Essonne
Dirigée par différents journalistes, comme Yann Poilvet, Roger Pelloquin et Claude Haas, La Gazette de l'Île-de-France dura jusqu'au début des années 1970 et son rachat et son absorption par Le Républicain de l'Essonne (Serge Dassault).